# Dolní Heřmanice
Dolní Heřmanice (en allemand : Unter Herschmanitz) est une commune du district de Žďár nad Sázavou, dans la région de Vysočina, en République tchèque. Sa population s'élevait à 512 habitants en 2020.

## Géographie
Dolní Heřmanice se trouve à 6,6 km au sud-est du centre de Velké Meziříčí, à 30 km au sud-sud-est de Žďár nad Sázavou, à 35,5 km à l'est-sud-est de Jihlava et à 146,5 km au sud-est de Prague.
La commune est limitée par Osové et Petráveč au nord, par Jabloňov et Tasov à l'est, par Kamenná au sud, et par Studnice et Rohy à l'ouest.

## Histoire
La première mention écrite de la localité date de 1349.

## Administration
La commune se compose de deux quartiers :
- Dolní Heřmanice
- Oslava

## Transports
Par la route, Dolní Heřmanice se trouve à 7,5 km de Velké Meziříčí, à 37 km de Žďár nad Sázavou, à 45 km de Jihlava et à 165 km de Prague.